# Golf Club St. Leon-Rot
Der Golf Club St. Leon-Rot in St. Leon-Rot ist einer von etwa 750 Golfclubs in Deutschland. Er wurde 1997 durch den Unternehmer Dietmar Hopp gegründet und war mehrmaliger Austragungsort der Golfeuropameisterschaften Deutsche Bank Players Championship of Europe. Außerdem befindet sich hier ein offizielles Leistungszentrum des Deutschen Golfverbands.

## Golfplatz
Der 6.541 m lange Golfplatz in St. Leon wurde von dem britischen Golfspieler und Architekten Dave Thomas entworfen, weshalb er an einigen Stellen schottischen und irischen Anlagen ähnelt. Bahn 18 des Platzes war 2002 Schlussbahn der Deutsche Bank/SAP Open.
Bei dem durch den Architekten Hannes Schreiner gestalteten Platz Rot wurde die Golfanlage in die vorhandene Flussauenlandschaft integriert, sodass zahlreiche Biotope erhalten blieben. Seit 2001 wurde der 6.587-Meter-Platz oft als „Bester Golfplatz in Deutschland“ mit dem Preis Golf Journal Travel Award ausgezeichnet. Spielbahn 9 zählt in den Augen der Herausgeber des Golf-Magazins zu den „Top 500 holes in the world“. Des Weiteren verfügt die Anlage über einen Kinder- und einen Kurzplatz.
Ende 2012 wurde der Golfplatz vom Baden-Württembergischen Golfverband zum Landesleistungszentrum deklariert.

## Naturschutzbelange

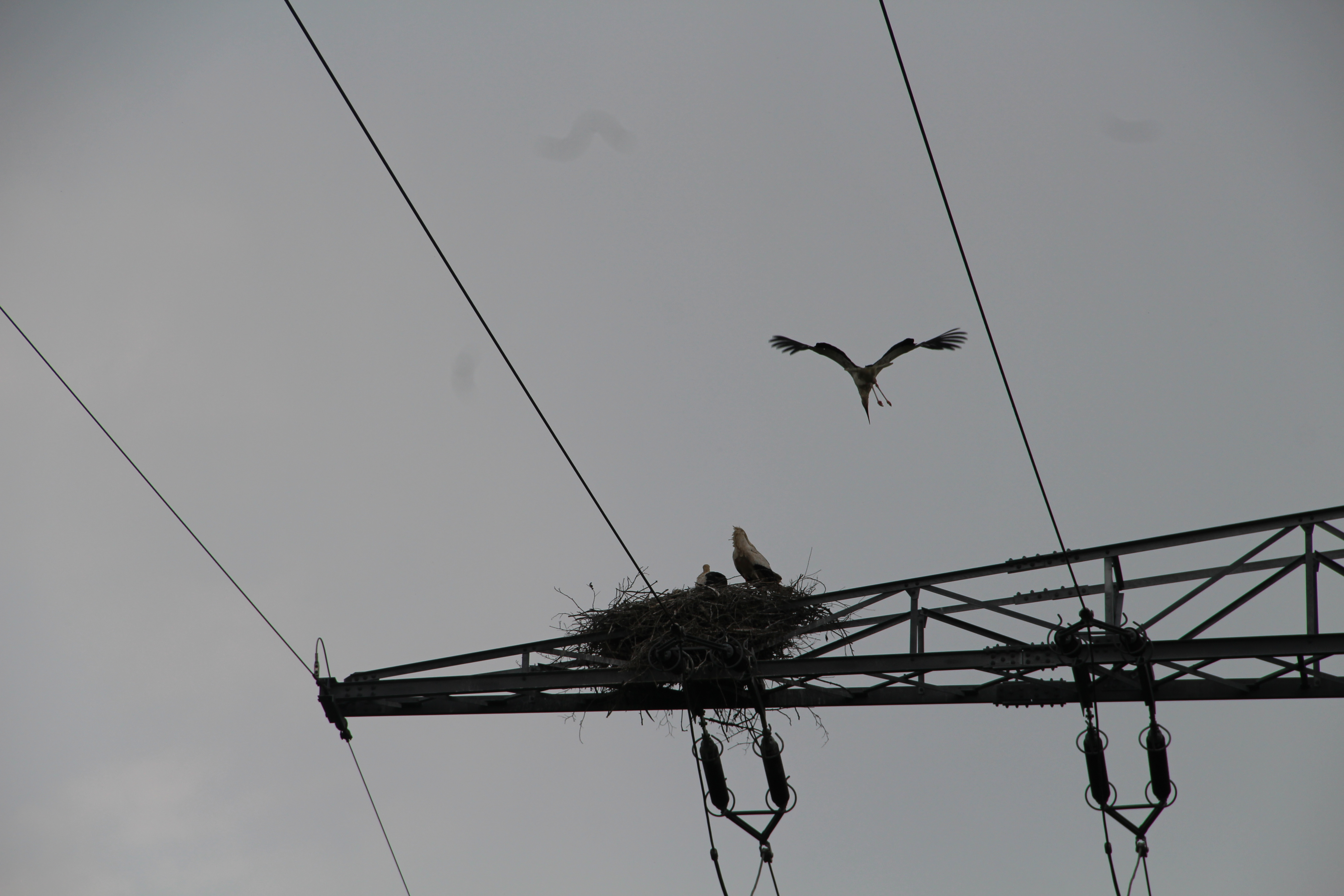
Storchennest auf dem Clubgelände

Der Bau des Golfplatzes wurde möglichst umweltschonend vorgenommen. Die Düngung wird umweltverträglich durchgeführt. Auf der Anlage leben unter anderem Fasane, Hasen, Rehe und Störche. Da die Anlage ohne Zäune erstellt wurde, ist sie zur  Naherholung für Menschen aus der Region nutzbar. 2013 erhielt der Golfclub aufgrund des Umweltkonzeptes die Gold-Plakette des DGV.

## Veranstaltungen
In den vergangenen Jahren hat der Golf Club St. Leon-Rot über 3.000 nationale und internationale Turniere ausgerichtet. Internationale Bekanntheit erlangte der Golf Club in den Jahren 1999, 2001, 2002 und 2004, als dort das renommierte Golfturnier Deutsche Bank/SAP Open ausgetragen wurde, an dem Golfspieler wie Tiger Woods, Lee Westwood und Colin Montgomerie teilnahmen.
Im September 2015 wurde auf dem Gelände des Clubs der Solheim Cup 2015 ausgetragen, wobei der Club auch als Veranstalter tätig war. Der Kontinentalvergleich der Profigolferinnen zwischen Europa und den USA fand damit erstmals in Deutschland statt. Es siegten die Vereinigten Staaten.

## Allianz Golf Arena
Am 7. November 2011 wurde die Allianz Golf Arena eröffnet, um Spielern ein ganzjähriges Training zu ermöglichen. Die Halle wird im Winter beheizt und bietet über zwei Ebenen verteilt auf 1.700 Quadratmetern Platz für Übungseinheiten von bis zu 30 Personen. 